# آيت ادريس وادوازمر (إميلمايس)
آيت ادريس وادوازمر هي إحدى مشيخات المملكة المغربية، تتبع جغرافيا لإقليم تارودانت وإداريًا لإميلمايس. يقدر عدد سكانها بـ 6087 نسمة حسب الإحصاء الرسمي للسكان والسكنى لسنة 2004.